# Porphyrinia virginea
Porphyrinia virginea là một loài bướm đêm trong họ Noctuidae.